# 金·斯坦利
金·斯坦利（英語：Kim Stanley，1925年2月11日—2001年8月20日），女，美国演员。曾获得黄金时段艾美奖迷你影集／电视电影最佳女主角。